# Янайкино
Яна́йкино (каз. Янайкино) — село в Байтерекском районе Западно-Казахстанской области Казахстана. Административный центр Янайкинского сельского округа. Код КАТО — 274477100.
Село расположено на правом берегу реки Урал (протока Старый Урал).

## Население
В 1999 году население села составляло 1010 человек (483 мужчины и 527 женщин). По данным переписи 2009 года, в селе проживало 1056 человек (517 мужчин и 539 женщин).

## История
Посёлок Янайкинский входил во 2-й Лбищенский военный отдел Уральского казачьего войска.